# Ruta Estatal de Arizona 89
La Ruta Estatal de Arizona 89, y abreviada SR 89 (en inglés: Arizona State Route 89) es una carretera estatal estadounidense ubicada en el estado de Arizona. La carretera inicia en el Sur desde la US 93     en Wickenburg hacia el Norte en la I 40     en Williams. La carretera tiene una longitud de 168,2 km (104.53 mi).

## Mantenimiento
Al igual que las autopistas interestatales, y las rutas federales y el resto de carreteras estatales, la Ruta Estatal de Arizona 89 es administrada y mantenida por el Departamento de Transporte de Arizona por sus siglas en inglés ADOT.

## Cruces
La Ruta Estatal de Arizona 89 es atravesada principalmente por la  SR 71     en Kingman.